# Ana Maria Bidegaray
María Ana "Marianita" Bidegaray Salaverria (Hazparne, Lapurdi, 1890-1974) fue una escritora, activista y feminista española.

## Biografía
Hija de Jean Baptiste Bidegaray de Hasparren y Ramona Salaverria de Goizueta. Estudió en Burdeos. Emigró a Uruguay con sus padres y en 1910 se casó con Raymond Janssen, excónsul general de Bélgica en Uruguay con el que tuvo cinco hijos: Ana María, Margot, Armando, Betty y Raymond.

### Emprendedora
Durante la Segunda Guerra Mundial participó en un grupo de recaudación de fondos para ayudar a la gente de Bélgica. Bidegaray formó parte del Comité Francés de Damas, del comité de San Vicente de Paúl, Catalina P. De Beisso también fue miembro de la junta directiva de personal y empleados del Hospital. Además fue secretaria y presidenta del Comité de Mujeres de la asociación Euskal Erria en Montevideo, respectivamente.
Colaboró con el Gobierno Vasco en la captura de agentes fascistas y nazis en Uruguay.

### Contribuciones del escritor
Escribió para el periódico Eusko Deya en la capital argentina, Buenos Aires, y participó en el Departamento de Estudios Vascos creado en la Universidad de Montevideo bajo la dirección de Vicente de Amézaga Aresti.
Publicaciones
- Hojas de otoño (Montevideo, 1970) el libro de poema[3]
- Cuna Vasca (Montevideo 1948) saiakera.[4]
- El león brabanzon

## Premios y reconocimientos
Medalla
- Hija de la diáspora vasca en Uruguay, el rey Alberto I de Bélgica le otorgó una medalla por su labor humanitaria durante la Primera Guerra Mundial, mientras que la Cruz Roja la premió por su contribución a la Segunda Guerra Mundial.[5] El Parlamento uruguayo también le otorgó una medalla.[6]

### Tributo
- En diciembre de 2018. Montevideoko VI el Congreso de Cultura vasca le hizo un homenaje especial  de la mano del organizador Xabier Irujoren, Montevideoko Vasco Erria miembro de la Casa Vasca fue Maria Ana Bidegaray-ri ‘Voces de la Plaza’ [7]

### Libro
- En 2019, Arantzazu Ametzaga escribió un libro titulado "María Ana Bidegaray", XX. con el objetivo de mostrar a esta significativa vasca del siglo XX.[8]